# Solid (Lied)
Solid ist ein von Ashford & Simpson geschriebener und produzierter Popsong aus dem Jahr 1984.

## Geschichte
Das Stück ist 3:46 Minuten lang und erschien auch bei Capitol Records auf dem gleichnamigen Album. Das Album erreichte in Großbritannien die Top 50 der LP-Charts. Die Single erreichte im Vereinigten Königreich Platz 3. Auf der B-Seite der Single befindet sich mit der eine Instrumentalversion des Songs.
Das Lied handelt von einem Ehepaar, das sich, egal welche Probleme auf es zukommen, nach wie vor liebt und auch verzeiht. Dies umschreibt der Refrain „Solid as a Rock“.

## Musikvideo
Zu Beginn des Musikvideos steigt Valerie Simpson aus einem Taxi. Während eines Spazierganges fängt es an zu regnen und sie flüchtet mit einer Zeitung bedeckt in einen Tunnel. Nachdem sie sich auf eine Bank gesetzt hat, gesellt sich auch Nickolas Ashford hinzu. Danach gesellen sich mehrere Personen zu ihnen, um alle gemeinsam zu singen.

## Kommerzieller Erfolg

### Chartplatzierungen
Das im September 1984 veröffentlichte Stück wurde ein internationaler Erfolg. Während es in zahlreichen europäischen Ländern in die Top Ten kam, erreichte die Single in den USA Platz 12 und war damit der einzige Top-20-Hit, der Ashford & Simpson in den Vereinigten Staaten gelang. In Neuseeland erreichte das Lied Platz 1 der Charts.
| ChartsChartplatzierungen       | Höchstplatzierung | Wochen |
| ------------------------------ | ----------------- | ------ |
| Deutschland (GfK)              | 2 (16 Wo.)        | 16     |
| Österreich (Ö3)                | 4 (14 Wo.)        | 14     |
| Schweiz (IFPI)                 | 3 (11 Wo.)        | 11     |
| Vereinigte Staaten (Billboard) | 3 (22 Wo.)        | 22     |
| Vereinigtes Königreich (OCC)   | 12 (24 Wo.)       | 24     |

| ChartsJahrescharts (1985)      | Platzierung |
| ------------------------------ | ----------- |
| Deutschland (GfK)              | 19          |
| Österreich (Ö3)                | 16          |
| Vereinigte Staaten (Billboard) | 80          |

### Auszeichnungen für Musikverkäufe
| Land/Region                  | Auszeichnungen für Musikverkäufe (Land/Region, Auszeichnung, Verkäufe) | Verkäufe |
| ---------------------------- | ---------------------------------------------------------------------- | -------- |
| Kanada (MC)                  | Gold                                                                   | 50.000   |
| Vereinigtes Königreich (BPI) | Gold                                                                   | 500.000  |
| Insgesamt                    | 2× Gold ·                                                              | 550.000  |

## Coverversionen
- 1996: Pia Zadora
- 1997: New Edition
- 2000: Matthias Reim